# O Herre Gud din helga Bud
O Herre Gud din helga Bud (tyska: O Herre Gott, dein göttlichs Wort) är en tysk psalm skriven av Paul Speratus. Psalmen översattes till svenska av Olaus Petri och fick titeln O Herre Gud din helga Bud.

## Publicerad i
- Den svenska psalmboken 1694 som nummer 258 under rubriken "Om Gudz Ord och församling".
- 1695 års psalmbok som nummer 225 under rubriken "Om Gudz Ord och Församling".[1]